# Selîșce, Lebedîn
Selîșce (în ucraineană Селище) este un sat în comuna Budîlka din raionul Lebedîn, regiunea Sumî, Ucraina.

## Demografie
Componența lingvistică a localității Selîșce
     Ucraineană (97,35%)
     Rusă (1,77%)
     Alte limbi (0,88%)
Conform recensământului din 2001, majoritatea populației localității Selîșce era vorbitoare de ucraineană (97,35%), existând în minoritate și vorbitori de rusă (1,77%).